# Administració Espacial Nacional de la Xina
L'Administració Espacial Nacional de la Xina (en xinès 国家航天局) és l'agència espacial nacional de la Xina, responsable del programa espacial nacional. La CNSA i la Corporació de Ciència i Tecnologia Aeroespacial de la Xina (CASC) van assumir l'autoritat sobre els esforços de desenvolupament espacial que abans tenia el Ministeri d'Indústria Aeroespacial. És una agència subordinada de l'Administració Estatal de Ciència, Tecnologia i Indústria per a la Defensa Nacional (SASTIND), al seu torn una agència subordinada del Ministeri d'Indústria i Tecnologia de la Informació (MIIT). La seva seu està en el districte de Haidian, a Pequín.
Malgrat la seva curta existència, la CNSA ha estat pionera en la consecució de diversos assoliments a l'espai per la Xina, com ser la primera agència espacial a aterrar en la cara oculta de la Lluna amb Chang'e 4 i portar material de tornada de la Lluna amb Chang'e 5, la segona a aterrar i orbitar amb èxit un rover a Mart amb Tianwen-1 i la creació de l'estació espacial Tiangong en 2021.

## Història

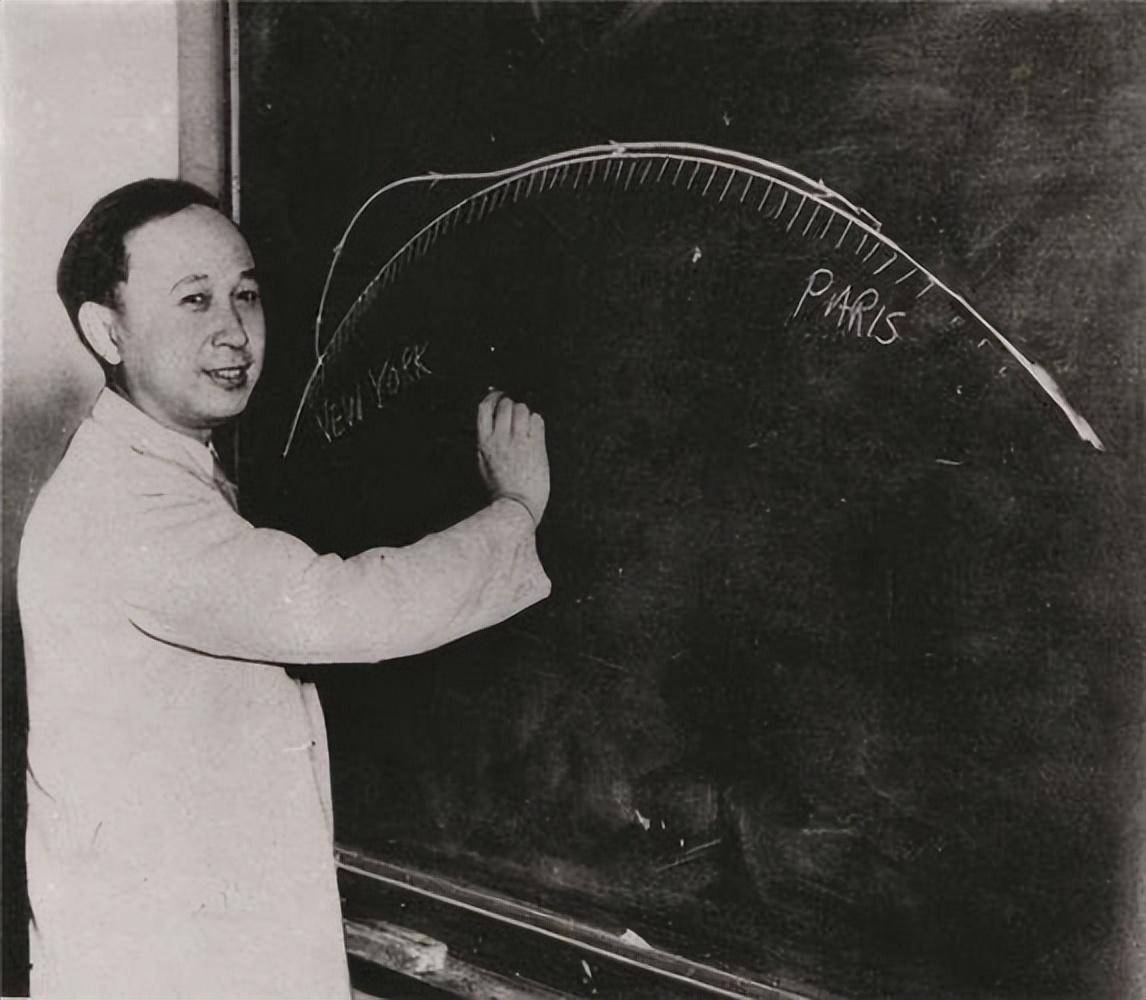
Qian Xuesen, millor conegut com el pare del programa espacial xinès.

### Antecedents
El programa espacial de la Xina va evolucionar en gran manera en secret sota el control conjunt de l'exèrcit xinès i la Comissió de Ciència, Tecnologia i Indústria per a la Defensa Nacional. Després de la presa de possessió comunista de 1949, l'enginyer xinès Qian Xuesen, que havia ajudat a fundar el Laboratori de Propulsió a raig (JET) a Pasadena, Califòrnia, Estats Units, va tornar a la Xina, on es va convertir en la figura guia en el desenvolupament de míssils i vehicles de llançament xinesos, tots dos originalment derivats d'un míssil balístic intercontinental soviètic. En 1956, Qian va ser nomenat el primer director de la Cinquena Acadèmia d'Investigació del Ministeri de Defensa Nacional, que va ser fundada per desenvolupar míssils balístics i que més tard va estar a càrrec dels primers passos al programa espacial de la Xina. En 1964 el programa espacial va ser dirigit pel Setè Ministeri de Construcció de Màquines. El Setè Ministeri es va convertir en el Ministeri d'Indústria Aeroespacial en 1983.

### Creació
La CNSA és una agència creada en 1993 quan el Ministeri d'Indústria Aeroespacial es va dividir en la CNSA i la Corporació de Ciència i Tecnologia Aeroespacial de la Xina (CASC). La primera havia d'encarregar-se de la política i la segona de l'execució. Aquest arranjament va resultar quelcom insatisfactori, ja que aquestes dues agències eren, de fet, una sola, compartint personal i gestió.
En el marc d'una reestructuració massiva en 1998, la CASC es va dividir en una sèrie d'empreses estatals més petites. Pel que sembla, la intenció era crear un sistema similar al característic de les adquisicions de defensa occidentals, en el qual les entitats que són organismes governamentals, que estableixen la política operativa, contracten després les seves necessitats operatives a entitats que són propietat del govern, però no estan gestionades per ell.
El 2003 es va convertir en la tercera agència en enviar un home a l'espai.
El 2007 va llançar la seva primera missió a la Lluna, la Chang'e-1.
Des de 2011, la NASA ha aplicat una política d'exclusió amb la CNSA, de llarga durada però superada periòdicament.
El 23 de juliol de 2020 va llançar la Tianwen-1 una nau espacial robòtica composta per un orbitador, un mòdul de descens i un astromòbil al planeta Mart, on va aterrar sobre la superfície del planeta a primera hora del 15 de maig,

## Funció
La CNSA es va establir com una institució governamental per desenvolupar i complir les degudes obligacions internacionals de la Xina, amb l'aprovació de la 8a Assemblea Popular Nacional de la Xina (APN). Posteriorment, la 9a Assemblea Popular Nacional de la Xina va assignar la CNSA com una estructura interna de la Comissió de Ciència, Tecnologia i Indústria per a la Defensa Nacional (COSTIND). La CNSA assumeix les següents responsabilitats principals: signar acords governamentals a l'àrea espacial en nom de les organitzacions, intercanvis científics i tècnics intergovernamentals; i també s'encarrega de l'aplicació de les polítiques espacials nacionals i de la gestió de la ciència, la tecnologia i la indústria espacials nacionals.
Fins ara, la Xina ha signat acords governamentals de cooperació espacial amb Alemanya, Brasil, Xile, Estats Units, França, Índia, Itàlia, Pakistan, Rússia, Ucraïna i Regne Unit, entre d'altres. S'han aconseguit importants assoliments en els intercanvis i la cooperació bilateral i multilateral en matèria de tecnologia.

## Administració

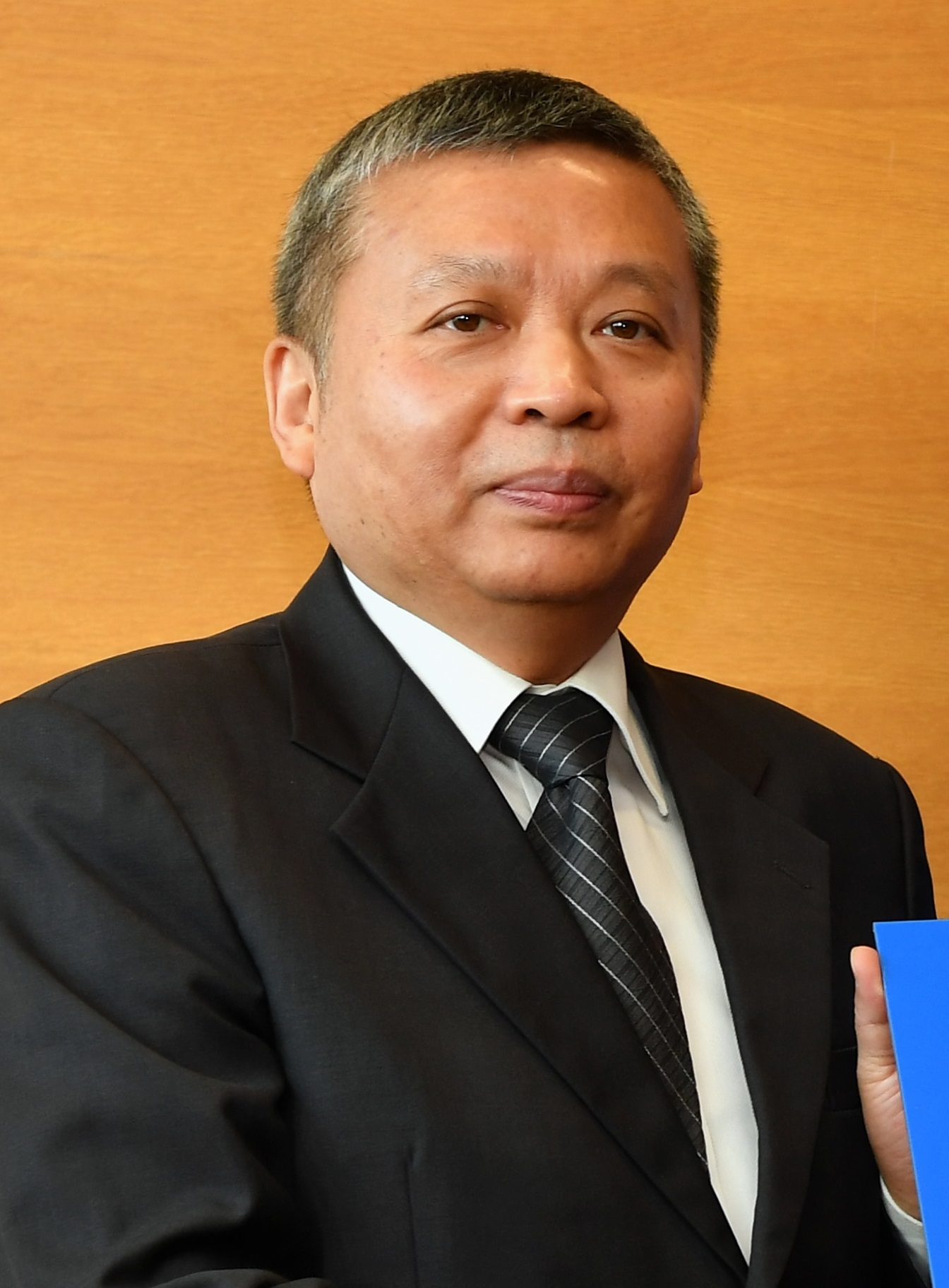
Zhang Kejian, actual administrador de la CNSA.

Els administradors de la CNSA són nomenats pel Consell d'Estat. L'administrador més recent és Zhang Kejian. Wu Yanhua és viceadministrador i Tian Yulong és secretari general.
- Abril de 1993: Liu Jiyuan
- Abril de 1998: Luan Enjie
- 2004: Sun Laiyan
- Juliol de 2010: Chen Qiufa
- Març de 2013: Ma Xingrui
- Desembre de 2013: Xu Dazhe
- Maig de 2017: Tang Dengjie
- Maig de 2018: Zhang Kejian

## Taikonautes
Des del 2003 a l'actualitat han enviat taikonautes per les proves dels primers astronautes xinesos en la història, després dels EUA i Rússia. Fins a l'octubre de 2021, 13 taikonautes (nom utilitzat per als astronautes xinesos) han viatjat a l'espai. Els vols espacials tripulats estan a càrrec de l'Agència Espacial Tripulada de la Xina, responsable del programa xinès de vols espacials tripulats:

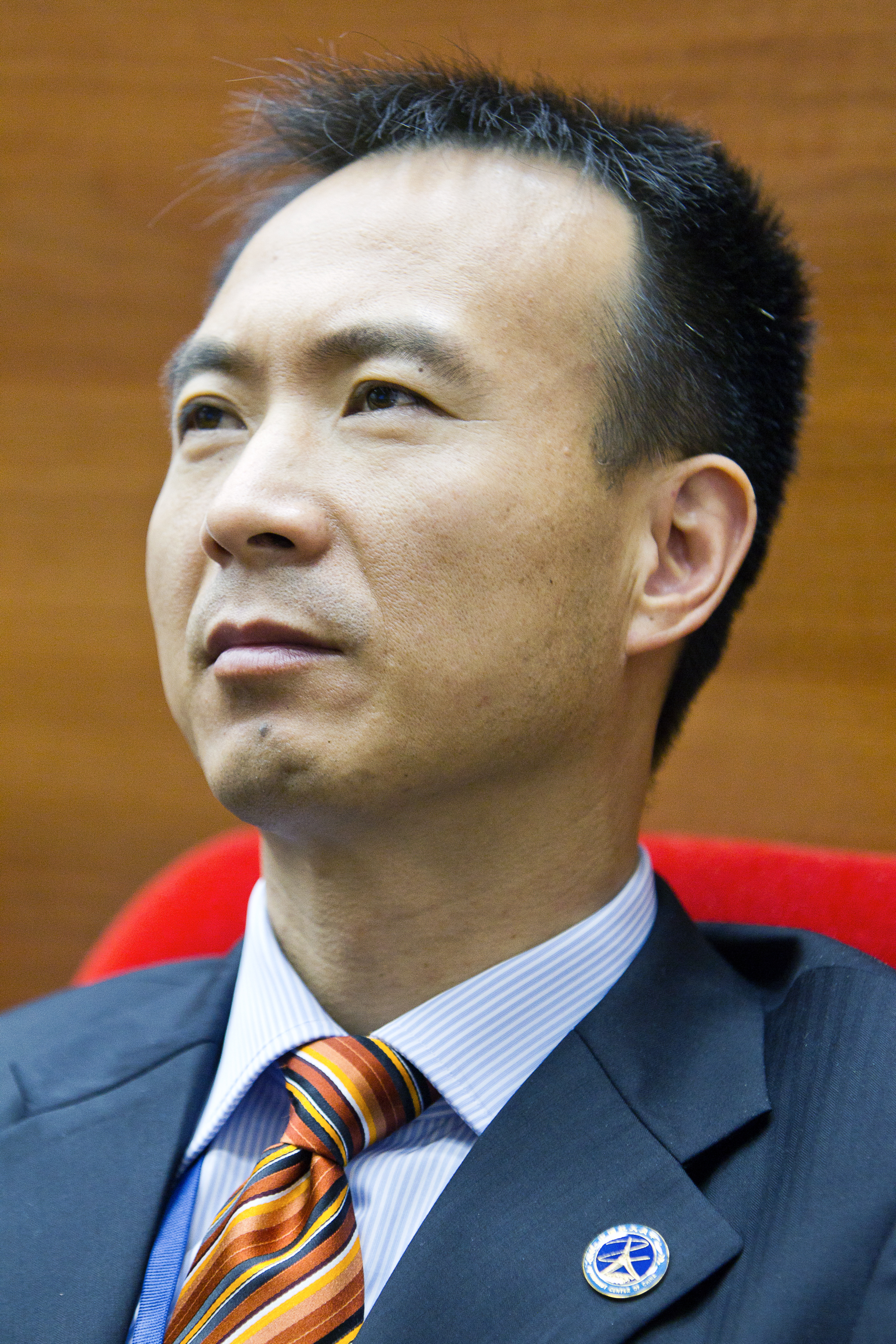
Fei Junlong (费俊龙)
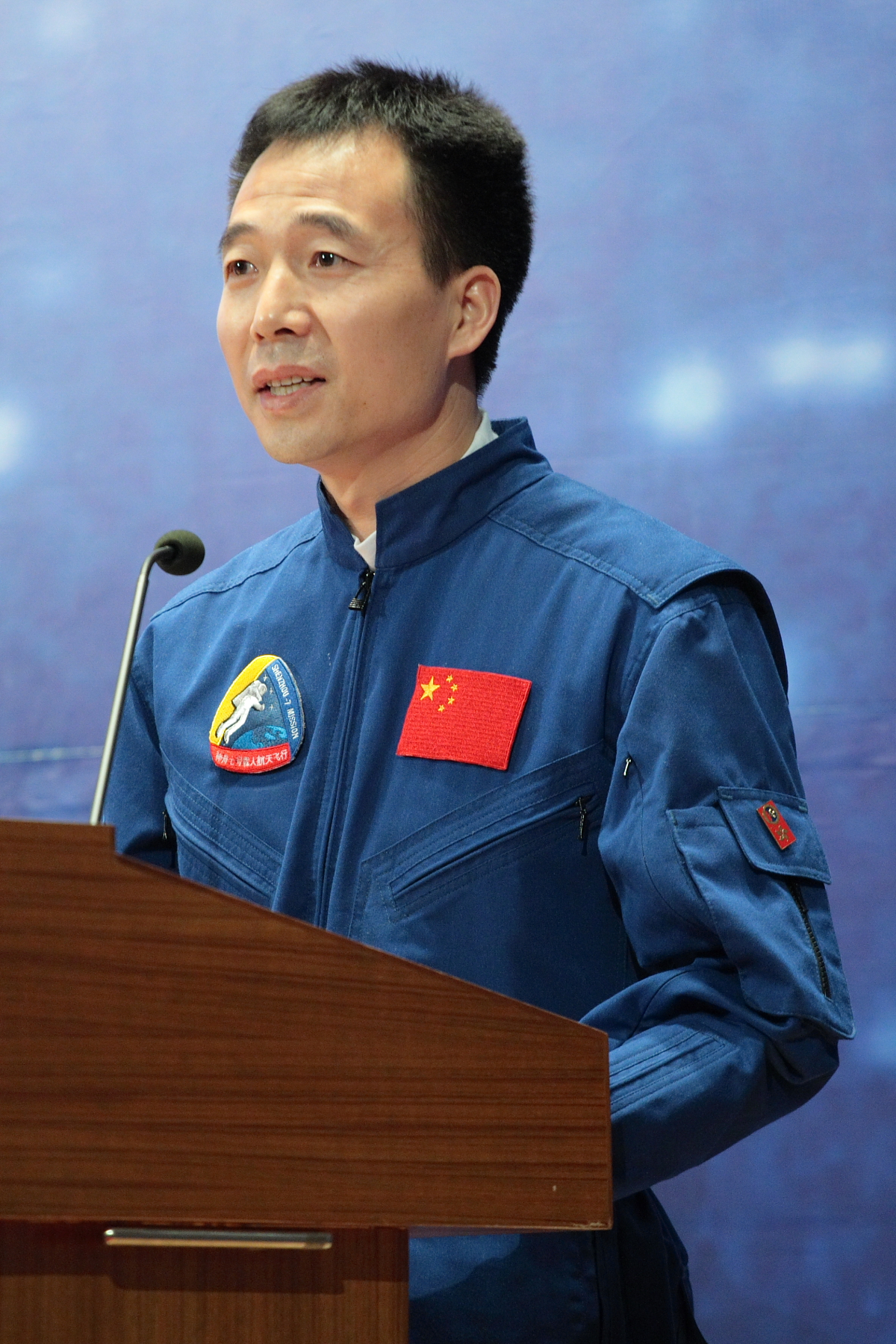
Jing Haipeng (景海鹏)
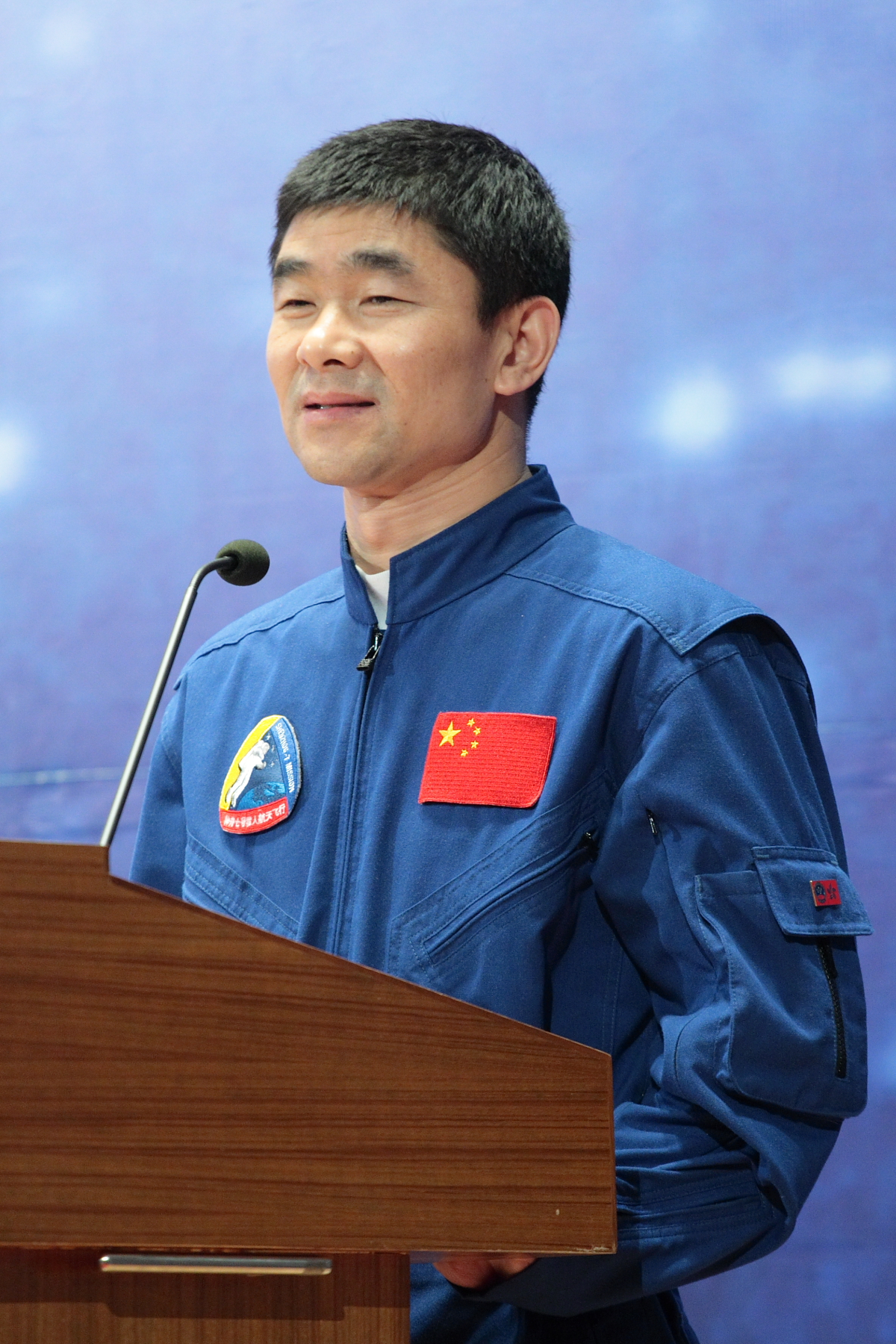
Liu Boming (刘伯明)
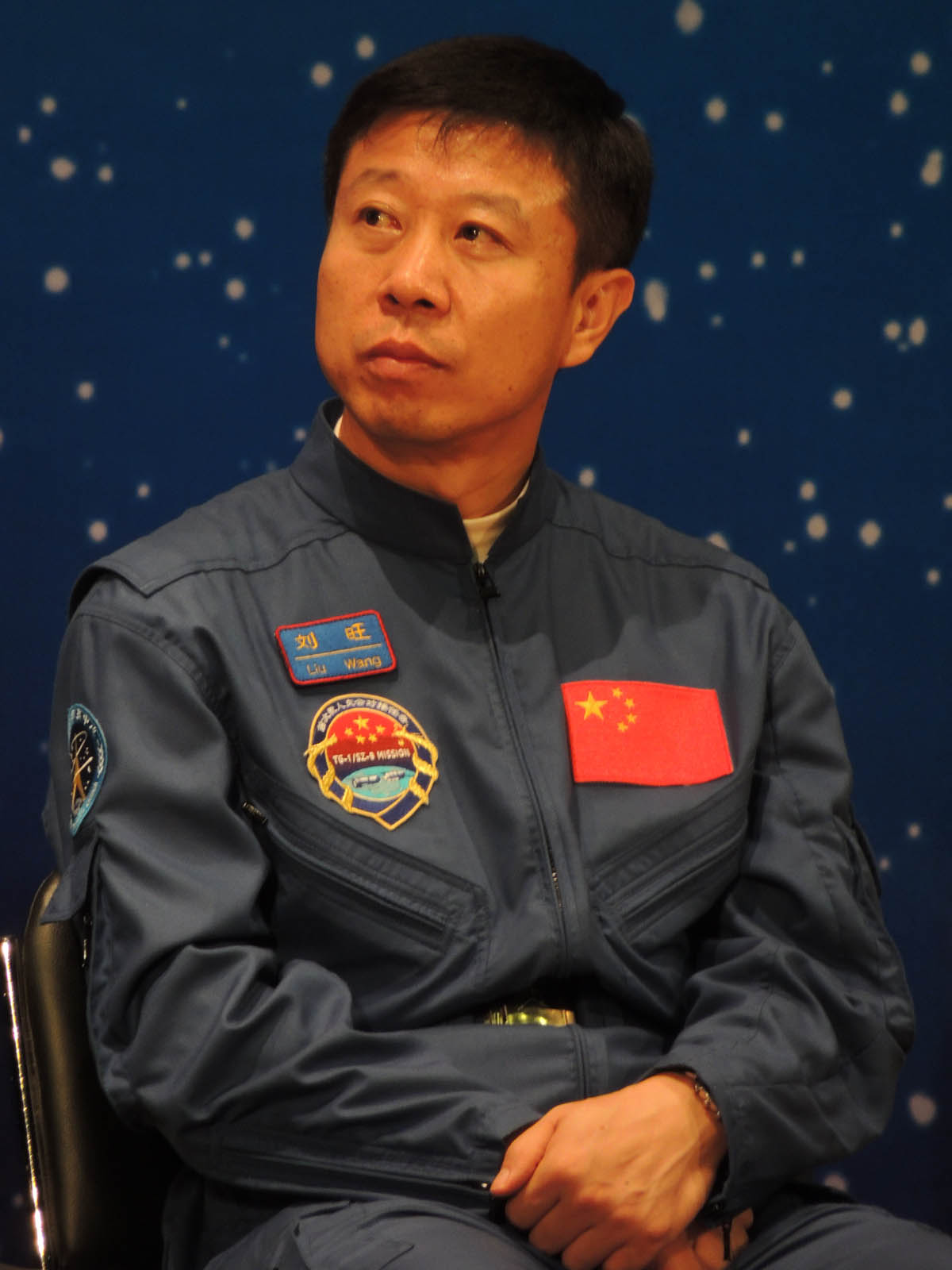
Liu Wang (刘旺)
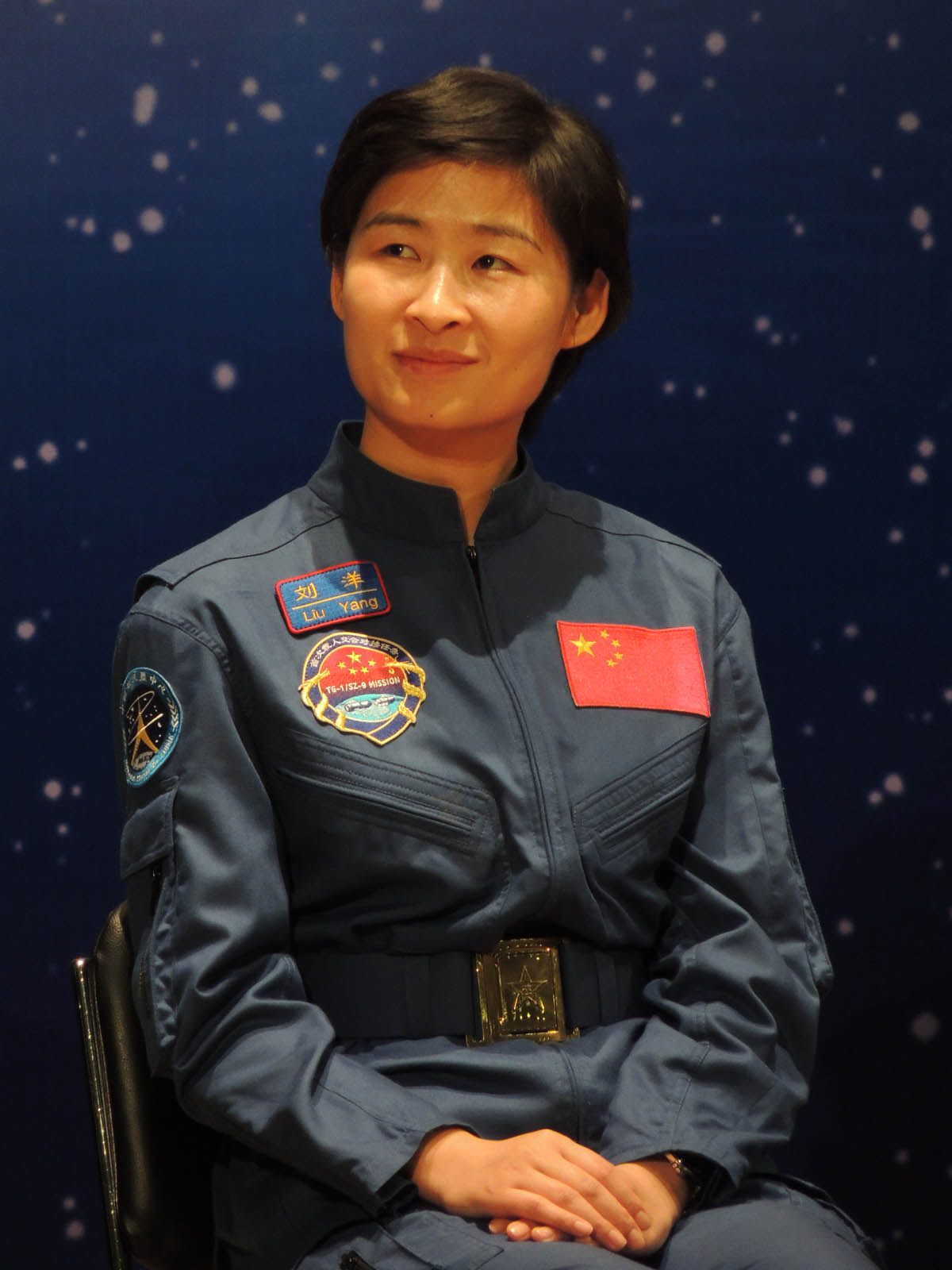
Liu Yang (刘洋)
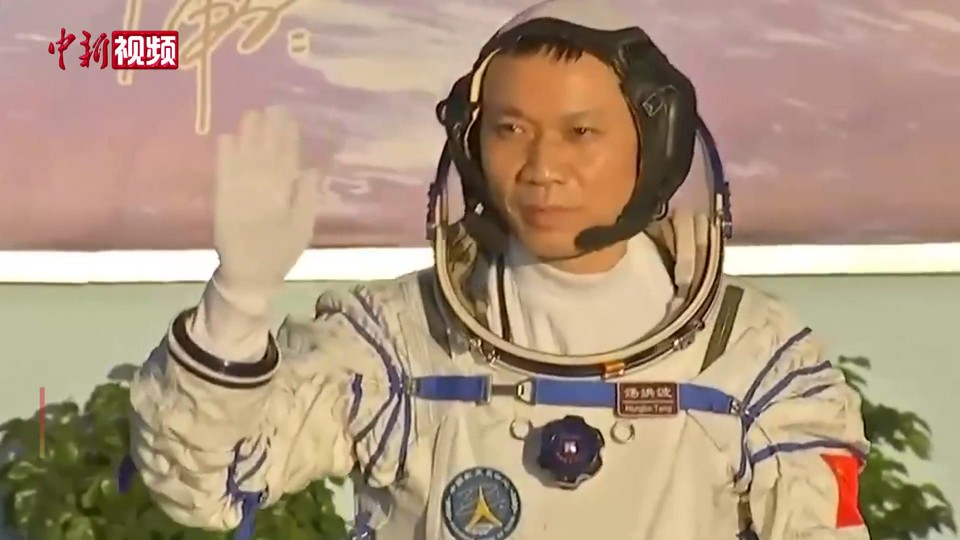
Tang Hongbo (汤洪波)
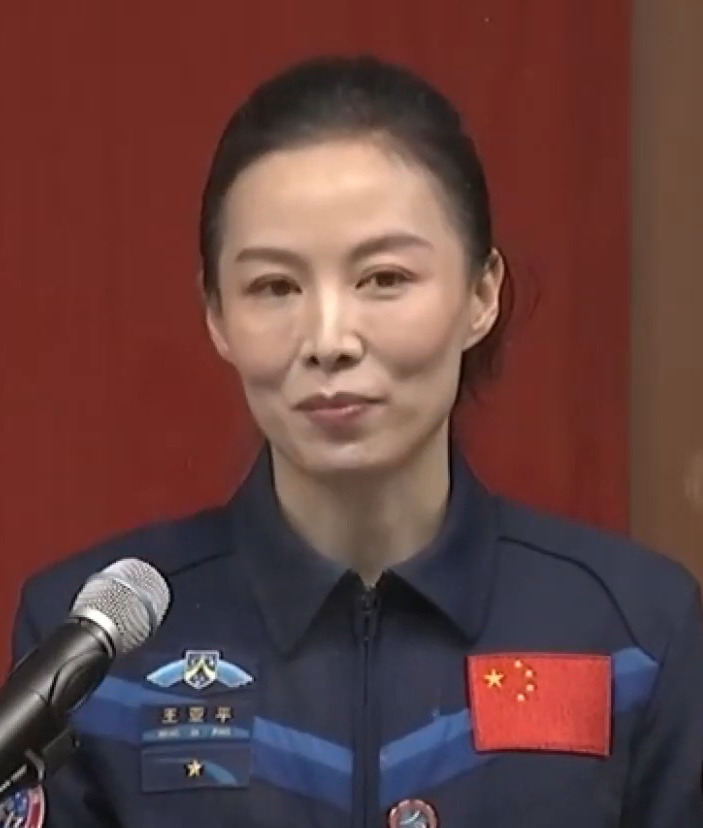
Wang Yaping (王亚平)
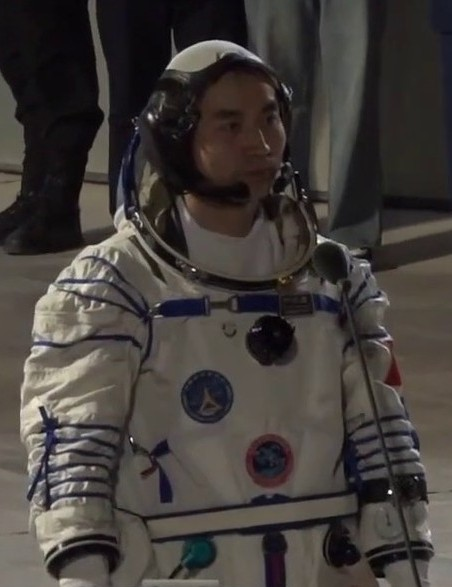
Ye Guangfu (叶光富)
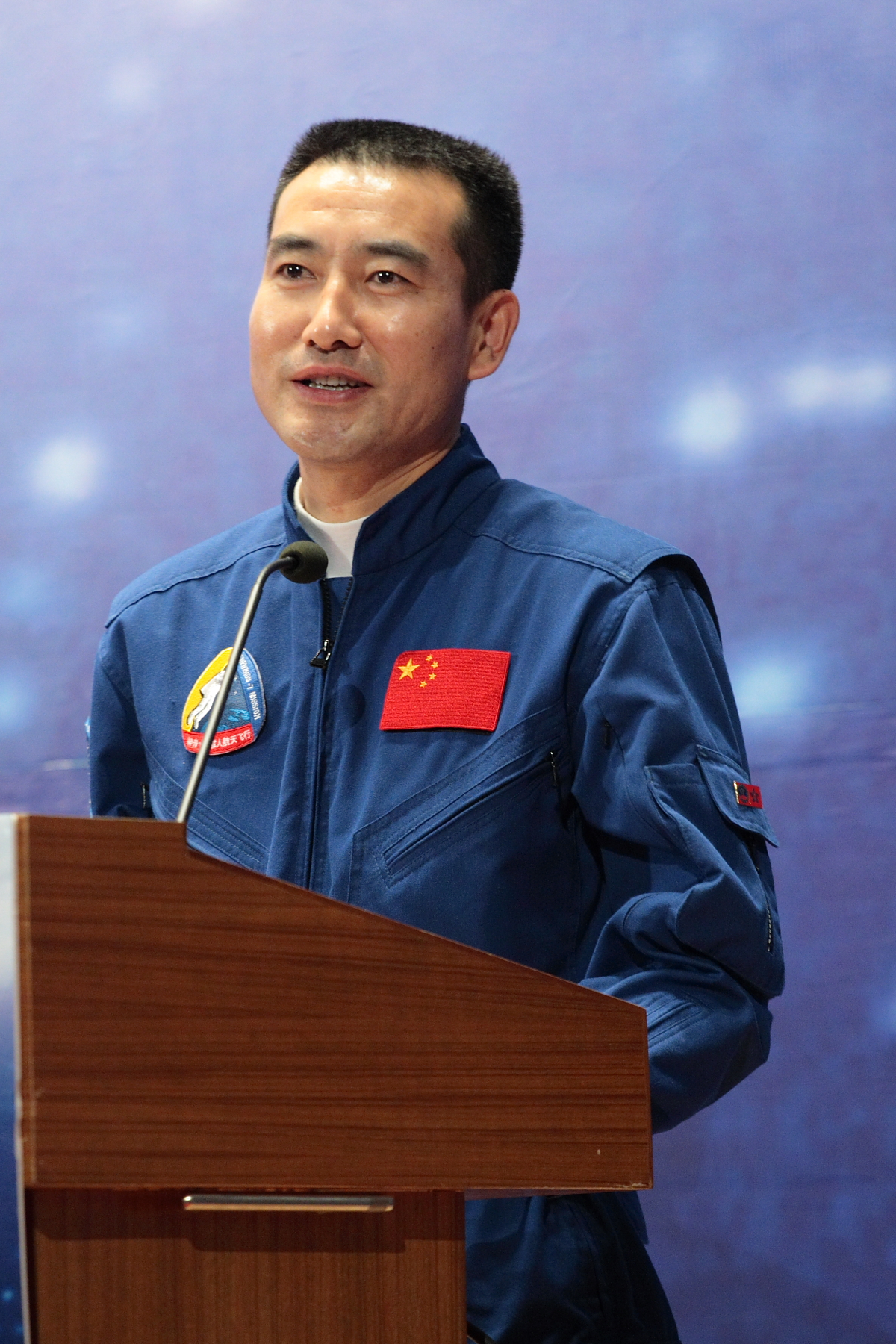
Zhai Zhigang (翟志刚)
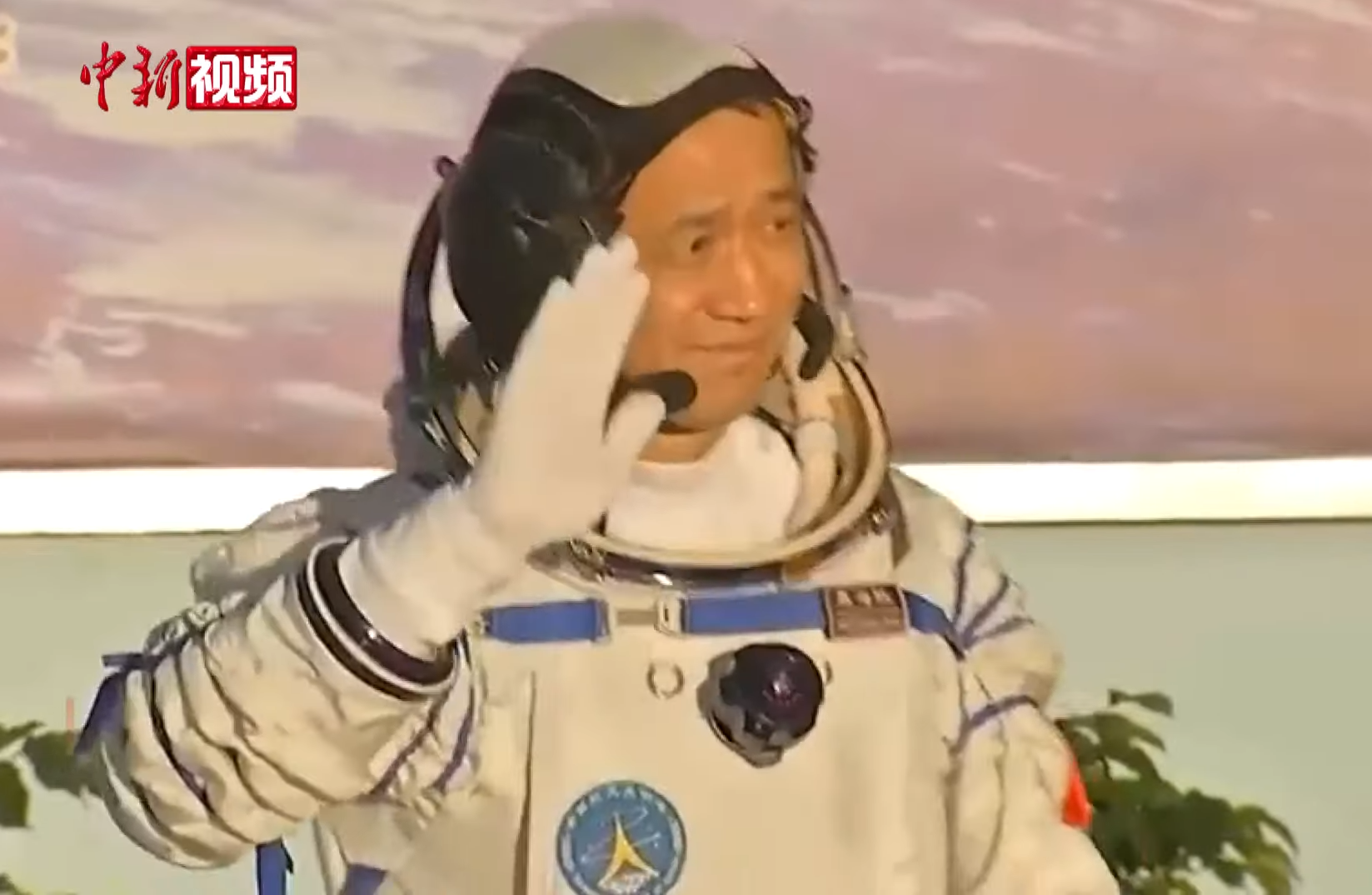
Nie Haisheng (聂海胜)
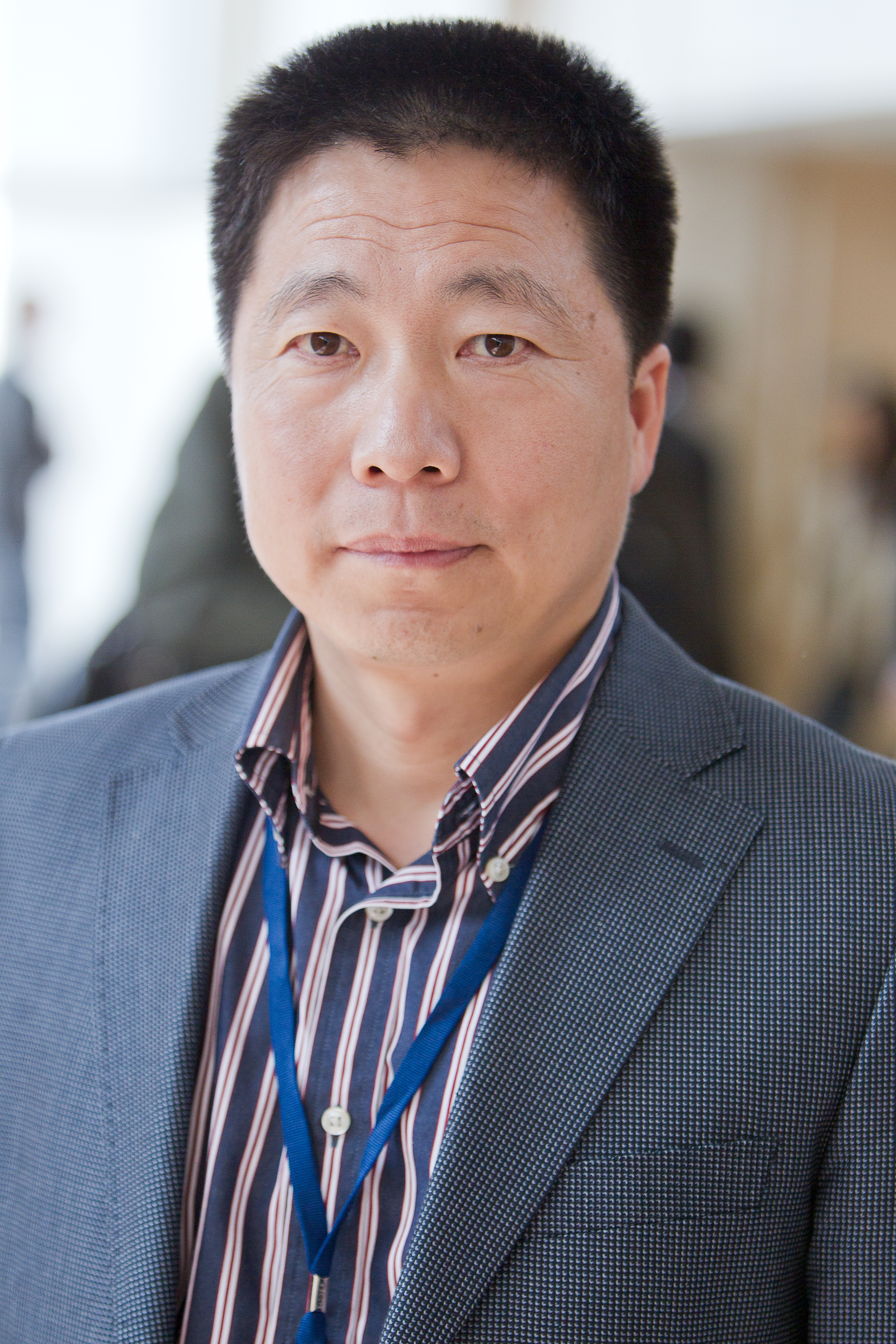
Yang Liwei (杨利伟)

- Zhang Xiaoguang (张晓光)
- Chen Dong (陈冬)

## Bases
- Jiuquan, per llançaments a òrbites d'inclinació mitjana.
- Xichang, per llançaments a òrbites geoestacionàries
- Taiyuan, per òrbites polars.

## Projectes

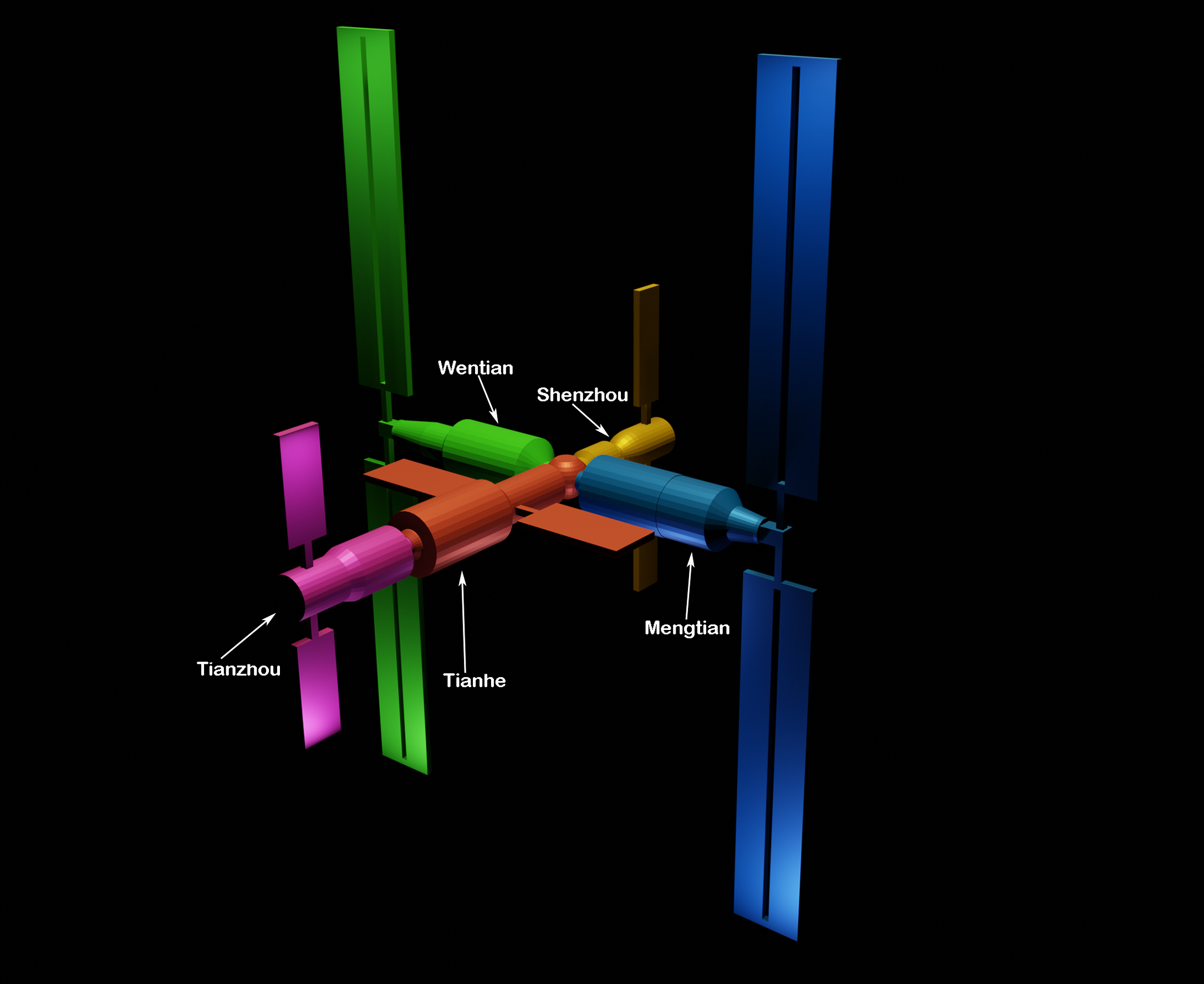
Representació a escala de l'estació espacial Tiangong.

### Estació espacial modular Tiangong
L'estació espacial Tiangong es tracta d'una estació espacial modular col·locada en òrbita baixa terrestre. L'estació espacial xinesa planejada serà aproximadament una cinquena part de la massa de l'Estació Espacial Internacional i prop de la grandària de l'estació russa fora de servei Mir. S'espera que l'estació tingui una massa entre 80 a 100 tones mètriques. Les operacions seran controlades des del Centre de Control i Comandament Aeroespacial de Pequín a la Xina. En 2017, es va llançar la nau de càrrega Tianzhou-1, la qual està basada en els laboratoris espacials Tiangong 1 i 2. El llançament del mòdul principal, Tianhe, va ser realitzat el 29 d'abril de 2021.

### Exploració Planetària de la Xina (PAC)
Tianwen-1 és una missió espacial de la Xina per portar al planeta Mart un orbitador, un mòdul d'aterratge i un rover. El llançament de la missió es va realitzar el 23 de juliol de 2020, amb un coet Llarga Marxa 5. Va entrar en òrbita marciana el 10 de febrer de 2021. Mentre que el rover Zhu Rong va aterrar el 15 de maig de 2021.
Les principals prioritats de la missió inclouen trobar vida tant actual com a antiga, avaluar la superfície i el medi ambient del planeta. Les exploracions solitàries i conjuntes de l'orbitador i rover de Mart produiran mapes de la topografia de la superfície marciana, característiques del sòl, composició del material, gel d'aigua, atmosfera, camp ionosfèric i es recopilaran altres dades científiques.

### Programa Xinès d'Exploració Lunar (CLEP)

#### Chang'e 1
Sonda espacial no tripulada part de la primera fase del Programa Xinès d'Exploració Lunar. La primera fase es diu "Chang'e-1". La sonda espacial va ser batejada en honor a la deessa xinesa de la Lluna, Chang'e, que segons la llegenda, va volar a la Lluna, i que compta amb un cràter lunar batejat amb el seu nom.
La sonda va entrar en òrbita lunar, segons el previst, el 5 de novembre. La missió de la sonda va durar 16 mesos, fins a l'1 de març de 2009, dia en què es va estavellar amb la Lluna.

#### Chang'e 2
Segona sonda espacial no tripulada enviada per la CNSA. Chang'e 2 tenia un disseny similar al de Chang'e 1, encara que presentava algunes millores tècniques, com una càmera de bord més avançada. Igual que la seva predecessora, la sonda va rebre el nom de Chang'e, una antiga deessa lunar xinesa.

#### Chang'e 3
Tercera missió d'exploració lunar xinesa, que incorpora un mòdul de descens i un rover lunar. El 14 de desembre de 2013, a les 13:12 UTC, va aconseguir un allunatge controlat, sent la primera missió xinesa a aconseguir-ho. L'últim allunatge controlat havia ocorregut 37 anys enrere: el Luna 24, de la Unió Soviètica.

#### Chang'e 4
Quarta missió de exploració lunar de la Xina llançada el 7 de desembre de 2018, que incorpora un orbitador, un mòdul de mòdul de descens robòtic i un rover. És el segon mòdul lunar i explorador lunar de la Xina. Es va construir com a còpia de seguretat de la Chang'e 3, com Chang'e 2 va ser igualment para Chang'e 1. Aquesta va ser llançada per un Llarga Marxa 3B el 7 de desembre de 2018. Va entrar en òrbita d'aterratge el 30 de desembre de 2018, allunant amb èxit el 3 de gener de 2019, per la qual cosa ha estat el primer allunatge a la cara ocult de la Lluna.

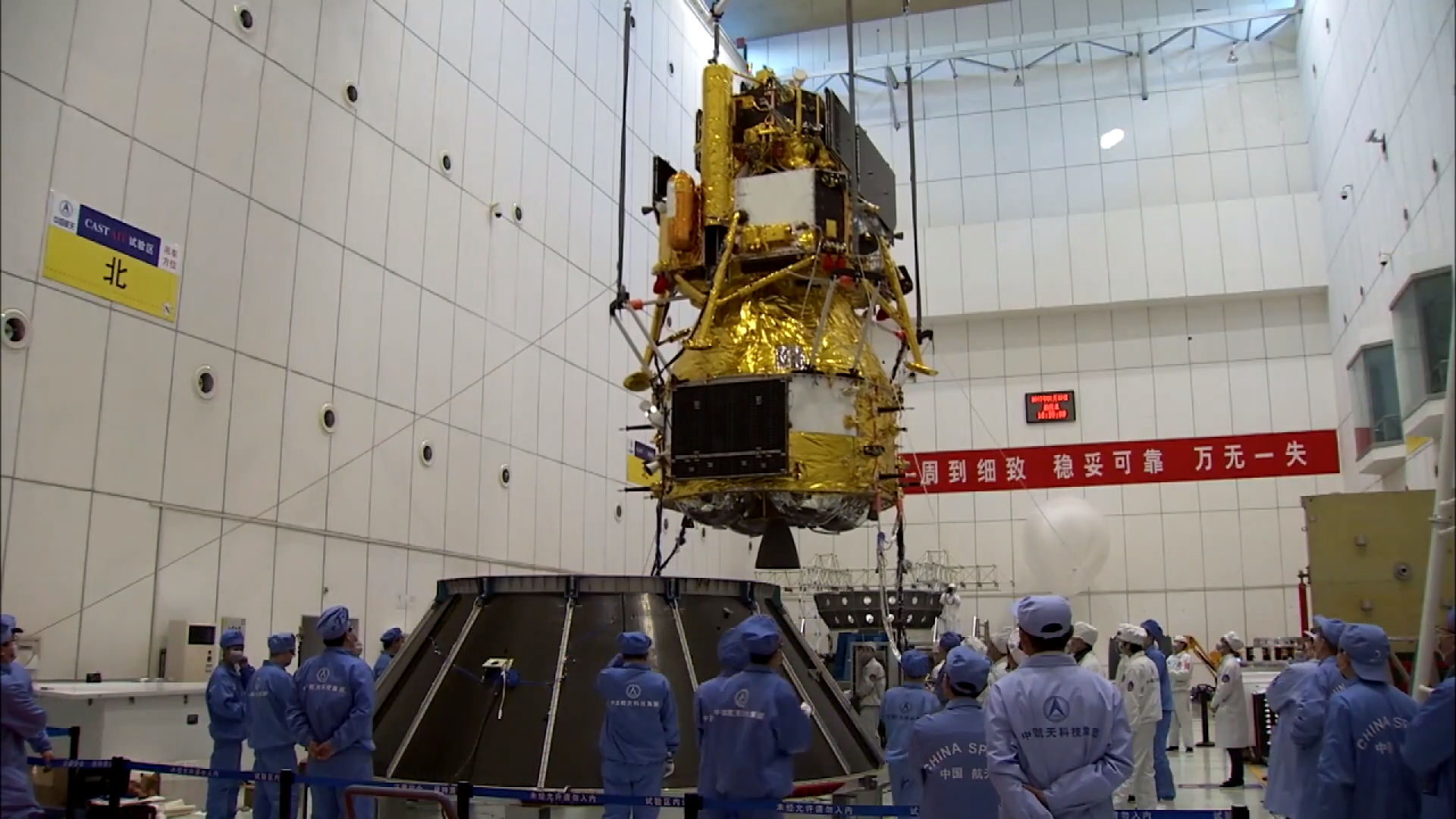
El mòdul de descens Chang'e 5 sent muntat.

#### Chang'e 5
Cinquena missió xinesa de exploració lunar robòtica que consta d'un mòdul de descens i un vehicle de tornada de mostres. El seu llançament es va realitzar el 23 de novembre de 2020 per un Llarga Marxa 5, i va entrar en òrbita lunar el 28 de novembre i alunizó l'1 de desembre del mateix any. Chang'e 5 va ser la primera missió xinesa de retorn de mostres, retornant amb almenys 2 quilograms de mostres de sòl i roques lunars a la Terra el 16 de desembre de 2020. Com les seves naus predecessores, aquesta nau espacial porta el nom de la deessa xinesa de la Lluna, Chang'e.
És la primera missió de tornada de mostres lunars des de Luna 24 en 1976, convertint la Xina en el tercer país a retornar mostres de la Lluna, després dels Estats Units i la Unió Soviètica.

### Beidou
El Sistema de Navegació per Satèl·lit Beidou (BDS) (xinès: 北斗卫星导航系统; pinyin: Běidǒu Wèixīng Dǎoháng Xìtǒng [pèitòu wêiɕíŋ tàuxǎŋ ɕîtʰʊ̀ŋ]) és un sistema de navegació per satèl·lit xinès. Consta de dues constel·lacions de satèl·lits diferents.
El primer sistema BeiDou, denominat oficialment Sistema Experimental de Navegació per Satèl·lit BeiDou i també conegut com BeiDou-1, constava de tres satèl·lits que, a partir de l'any 2000, oferien una cobertura i uns serveis de navegació limitats, principalment per als usuaris de la Xina i les regions veïnes. BeiDou-1 va ser retirat del servei a finals de 2012.
El 23 de juny de 2020 es va llançar amb èxit l'últim satèl·lit BeiDou, el número 55 de la família Beidou. La tercera iteració del Sistema de Navegació per Satèl·lit Beidou promet proporcionar una cobertura global per la cronometria i la navegació, oferint una alternativa al GLONASS de Rússia, al sistema de posicionament europeu Galileo i al GPS dels Estats Units.

Comparació de sistemes satel·litaris. GPS, GLONASS i Galileu (LEO); Beidou o Compass (MEO), Telescopi Espacial Hubble i constel·lació Iridium (geoestacionaris), òrbita de la Lluna i grandària nominal de la Terra.